# San Alejo moribundo (Pietro da Cortona)
San Alejo moribundo es una pintura al óleo sobre lienzo ejecutada hacia 1638 por Pietro da Cortona para la iglesia Girolamini de Nápoles, Italia.

## Historia y descripción
La cuadro fue encargado en 1638 por Anna Colonna, esposa de Tadeo Barberini, sobrino del Papa Urbano VIII, y donado a la Congregación del Oratorio de Nápoles junto con reliquias y otros objetos preciosos. La familia Barberini era especialmente devota de San Alejo, hasta el punto de que incluso el teatro de su palacio se inauguró con un drama sacro dedicado a la vida del santo, escrito por Giulio Rospigliosi con decorados del propio Pietro da Cortona. Anna Colonna estaba también profundamente unida a la figura de San Felipe Neri (fundador de la Congregación del Oratorio), cuya costilla fue insertada en un relicario de Alessandro Algardi, donado más tarde al Oratorio napolitano. También hay que destacar los vínculos entre Pietro da Cortona y la familia Barberini, así como entre el pintor toscano y la Congregación del Oratorio de Roma. En efecto, Pietro había pintado al fresco la galería del palacio Barberini de 1633 a 1639 y, en 1633, había trabajado también en la Sacristía  de la Iglesia Nueva de Santa María de la Vallicella de Roma, sede de la comunidad de San Felipe Neri, a la que regresó de 1648 a 1665  para participar en la decoración de la iglesia.
La pintura de la iglesia de Girolamini representa a San Alejo agonizante, saludado por ángeles mientras sostiene una carta en sus manos. Alejo fue un noble romano que vivió entre los siglos IV y V que abandonó a su familia para vivir en penitencia y renuncia como peregrino; a punto de morir regresó junto a sus seres queridos, que sólo le reconocieron más tarde, leyendo la carta que el santo les había dirigido.
Pietro da Cortona, uno de los máximos exponentes del Barroco, interpreta la escena con colores cálidos e intensos y una pincelada vibrante que le confiere una íntima sensación de movimiento, demostrando que había asimilado bien la lección de los venecianos, de los emilianos Carracci y Correggio, y de sus contemporáneos Rubens y Bernini.
El cuadro fue colocado en una capilla sin patronato y terminado por los Padres Oratorianos en economía con decoraciones en madera y estuco a imitación del mármol. Mario Borrelli informa de la transcripción de documentos relativos a un contrato de concesión del patronato de la capilla a Francesco Solimena por parte de los Padres Oratorianos, en el que el pintor napolitano se comprometía a embellecerla y a pintar algunas de sus obras. La ausencia del escudo de armas familiar y la presencia de escaso mobiliario sugieren que el contrato nunca llegó a celebrarse o que fue rescindido por las partes.